# 瀬尾祥太郎
瀬尾 祥太郎（せお しょうたろう）は、日本のソングライター、編曲家。MONACA所属。

## 略歴
2015年よりMONACAに参加。ピアノを取り入れた透明感のあるサウンドを得意とする。合唱経験があり、MONACAが楽曲提供している作品ではコーラスとしても参加している。

## 提供作品
- 『スクールオブラグナロク』
  - 「Believe in yourself」（作曲・編曲）
- 『あんハピ♪』
  - 「ミチノチモシーキミノキモチ」（作曲）
- 『灼熱の卓球娘』
  - 「放課後ラバー」（作曲・編曲）
  - 「ミッションインパクト」（作曲）
- 『結城友奈は勇者である -勇者の章-』
  - 「窓辺の灯り」（作曲・編曲）
- 『あやかしトライアングル』
  - 「風よ風よと胸の内」（作曲・編曲）
- 『GEMS COMPANY』
  - 珠根うた・星菜日向夏
    - 「オンリー・マイ・フレンド」（作詞・作曲、井上馨太と共編曲）[3]

  - 奈日抽ねね・有栖川レイカ
    - 「しゃかりきマイライフ!」（作詞・作曲、井上馨太と共編曲）[4]

  - citross（音羽雫・城乃柚希・長谷みこと）
    - 「メッセージ」（作詞・作曲・編曲）[5]

  - MATULIP（一文字マヤ・赤羽ユキノ・花菱撫子）
    - 「DESIGNED LOVE」（作詞・作曲）[6]

  - fulfill（水科葵・桃丸ねくと）
    - 「形而境界のモノローグ」（作詞・作曲・編曲）[7]

  - 水科葵
    - 「メロウ」（作曲・編曲）

  - 長谷みこと
    - 「少女聖戦パラドクス」（作曲・編曲、長谷みことと共作詞）

  - GEMS COMPANY
    - 「ゴールデンスパイス」（作曲・編曲）
    - 「ときめきドリームライン」（作曲・編曲）
    - 「夏色DROPS」（作曲・編曲）
    - 「CHANGENOWAVE!!!!」（作曲・編曲）
    - 「チアリータ♡チアガール」（作曲・編曲）
    - 「凛と舞いましはんなり小町」（作詞・作曲・編曲）
    - 「サヨナラノート」（作詞・作曲・編曲）
    - 「夢を追い駆ける者たちへ」（作詞・作曲・編曲）
    - 「約束ハ二ビー」（作曲・編曲）
- 『キラッとプリ☆チャン』
  - 「Go! Up! スターダム!」（作曲、広川恵一と共編曲）
  - 「イルミナージュ・ランド」（作曲・編曲）
- 『セオドリック学院』
  - 「メリーメリークリスマス」（作詞）
- 『平山笑美』
  - 「フライング・ハイ!」（作詞・作曲・編曲）
- 『博衣こより』
  - 「Tear-Gazer」（作曲・編曲）
- 『 NIJISANJI EN』
  - 「ＤＥＳＩＲＥ」（作曲・編曲）
- 『トワツガイ』
  - 「トワノユメ」（作曲・編曲）
  - 「灰の棺」（作曲・編曲）
  - 「回転木馬とワルツ」（作曲・編曲）
- 『DIALOGUE+』
  - 「ユートピア学概論」（編曲）
- 『学園アイドルマスター』
  - 「Yellow Big Bang！」（作曲・編曲）
- 『莉犬』
  - 「ＳＷＥＥＴＨＥＡＲＴ」（作曲・編曲）

## 劇伴・BGM担当作品(MONACA名義含む)
ゲーム
- 『スクールオブラグナロク』（2015年）
- 『SINoALICE -シノアリス-』（2017年）
- 『ニーアオートマタ』（2017年）
- 『結城友奈は勇者である 花結いのきらめき』（2017年）
- 『TERRA BATTLE』（2017年）
- 『Fate/EXTELLA LINK』（2018年）
- 『Stellar Blade』（2024年）

アニメ
- 『あんハピ♪』（2016年）
- 『灼熱の卓球娘』（2016年）
- 『結城友奈は勇者である -鷲尾須美の章-』（2017年）
- 『恋愛暴君』（2017年）
- 『Wake Up, Girls! 新章』（2017年）
- 『デスマーチからはじまる異世界狂想曲』（2018年）

ドラマ・その他
- 『マネーの天使〜あなたのお金、取り戻します!〜』（2016年）
- 『A&G TRIBAL RADIO エジソン』（2017年、ジングル・ED）

## コーラス参加作品
- 『ニーアオートマタ』BGM
- 『あんさんぶるスターズ!』
  - 「羽ばたきのフォルティシモ」
  - 「虹色のSeasons」
- 『モンソニ! ダルタニャンのアイドル宣言』
  - 「Perfect Glory ～旋律の彼方へ～」
  - 「UNKNOWN」
- 『いたずら魔女と眠らない街』
  - 「Wishing」
- 『Fate/EXTELLA LINK』BGM
- 『Wake Up, Girls! 新章』劇伴
- 『SINoALICE -シノアリス-』BGM